# Nobuatsu Aoki
Nobuatsu Aoki 青木 宣篤, Aoki Nobuatsu (Sumaga, 31 de agosto de 1971) é um motociclista japonês, ex-piloto da MotoGP.
Nobuatsu Aoki é irmão mais velho de Takuma Aoki (irmão do meio) e Haruchika Aoki (irmão caçula).

## Carreira
Aoki correu na MotoGP de 1990 a 2008.